# Konrád z Feuchtwangenu

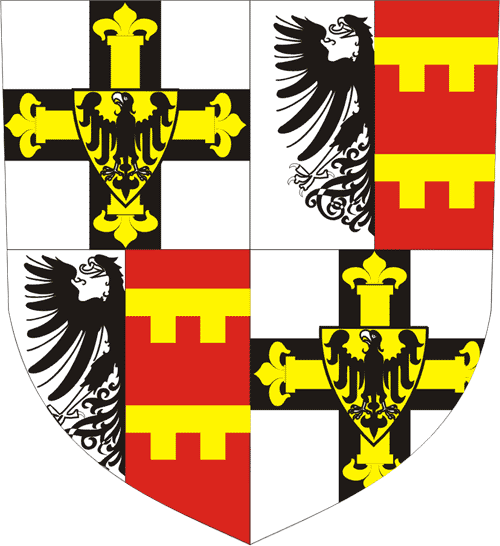
Velmistrovský znak Konráda z Feuchtwangenu

Konrád z Feuchtwangenu (německy Konrad von Feuchtwangen, * před rokem 1230 - 4. července 1296 v Praze) byl 13. velmistr Řádu německých rytířů v letech 1290 až 1296.

## Život
Pocházel pravděpodobně z ministeriálního hraběcího rozrodu Oettingenů, avšak příbuzenství nebylo dosud spolehlivě doloženo. Nicméně z téhož rodu pocházel také jeho druhý nástupce v úřadu velmistra, Siegfried z Feuchtwangenu.
První písemná zmínka o Konrádovi z Feuchtwangenu pochází z roku 1259, kdy byl jmenován jako rakouský zemský komtur.
Z let 1258 a 1264 jsou první zmínky o osobě jménem „frater Conradus de Viuchtban/Vuchtwang“. Byl komturem v Čilé (Wechselburg bei Chemnitz), 1259 und 1271–1279 zemský komtur rakouského balivátu, v letech 1279–1280 zemský mistr v Prusku, v letech 1279–1281 zemský mistr v Livonsku, 1284–1290 německý mistr, a roku 1287 komturem v Mergentheimu.
Roku 1291 byla Mameluky dobyta pevnost Akko, kde se v té době nacházelo sídlo řádu. Poté řád své sídlo přemístil do Benátek.
Konrád z Feuchtwangenu zemřel 4. července 1296 v Praze. Byl pochován v řádovém kostele v Dobrovítově poblíž Čáslavi.